# Korankrisen
Korankrisen eller koranbränningarna är de händelseförlopp som utspelade sig i Sverige och Danmark 2022-2023 till följd av tillståndsgivna koranbränningar. Koranbränningarna ledde till protester både i landet och utomlands. 
Provokationerna inleddes påsken 2022 då Rasmus Paludan, partiledare för Stram kurs, eldade upp koranen på flera platser i Sverige, vilket resulterade i upplopp. Under början av 2023, i samband med Sveriges NATO-ansökan, utförde Paludan ytterligare koranbränningar, bland annat utanför Turkiets ambassad i Stockholm. Sommaren 2023 började även den irakiske flyktingen Salwan Momika att bränna koranen. 
Koranbränningarna orsakade enorm ilska bland muslimer, såväl i Sverige och Danmark som utomlands. Demonstrationerna som följde blev i flera fall våldsamma. Under påskupploppen i Sverige 2022 skadades 399 poliser. I Iraks huvudstad Bagdad stormades den svenska ambassaden. Säkerhetspolisen höjde terrorhotnivån till fyra av fem.
Koranbränningarna ledde även till en diplomatisk kris mellan å ena sidan Sverige och Danmark och å andra sidan den muslimska världen. Den muslimska samarbetsorganisationen OIC fördömde i ett gemensamt uttalande aktionerna, och uppmanade Sverige och Danmark att stoppa dem. Sveriges och Danmarks regeringar fördömde koranbränningarna, men vidhöll att de var ett uttryck för yttrandefrihet. 
Allteftersom krisen fortsatte och fler koranbränningar ägde rum ändrade sig Danmarks regering, och folketinget röstade den 7 december 2023 för att förbjuda brännandet av heliga skrifter. Sveriges regering stod fast vid att man inte planerade att inskränka yttrandefriheten, men tillsatte en utredning om att eventuellt förändra ordningslagen. En sådan förändring skulle ge polisen rätt att neka demonstrationstillstånd med hänvisning till Sveriges säkerhet.

## Bakgrund
Koranen, islams heliga skrift, har vid flera tillfällen utsatts för skändningar i Sverige och globalt samtidigt som yttrandefrihet åberopats. År 2007 uppmärksammades konstnären Lars Vilks karikatyrteckningar av Muhammed som rondellhund världen över, vilket ledde till protester från muslimska länder. Under 2010-talet har Rasmus Paludan, partiledare för det invandringskritiska och islamfientliga Stram kurs, gjort sig känd för provokativa islamofobiska utspel, inklusive koranbränningar, där han vid vissa tillfällen även lindat in koranen i bacon innan han eldat upp den.
Reaktioner på skändningar av islams heliga skrift har varit fördömande. Ibland har de dock varit hotfulla, och i vissa fall våldsamma. Terrorgruppen al-Qaida erbjöd mer än en halv miljon kronor till den som såg till att Lars Vilks "slaktas som ett lamm", och gärningsmannen för bombdåden i Stockholm 2010 hänvisade bland annat till Vilks teckningar som motiv för dådet.  År 2020 utbröt våldsamma demonstrationer i Malmö i samband med en icke tillståndsgiven koranbränning anordnad av Rasmus Paludan.
Fram till korankrisen, och även under den, hade polisen mycket begränsade möjligheter att neka ansökningar om tillstånd för koranbränningar.

## Händelser
Krisen inleds - påskupploppen 2022
Rasmus Paludan beviljades i april 2022 demonstrationstillstånd för sina planerade koranbränningar. Den 14 april anordnade han sin första koranbränning i Råslätt i Jönköping, där 60 % av befolkningen är utrikes födda. Inga oroligheter uppstod. Senare under dagen och under de efterföljande dagarna utbröt dock våldsamma upplopp på flera platser där Paludan aviserat att han planerar att genomföra koranbränningar. I dessa skadades 399 poliser, och över 20 polisbilar skadades eller förstördes.
Sverige ansöker till NATO
Med anledning av Rysslands invasion av Ukraina 2022 ansökte Sverige och Finland om att gå med i försvarsalliansen NATO. De flesta länder var positivt inställda, med undantag för Ungern och Turkiet. Turkiet ställde en rad krav på Sverige och Finland, som tog på sig åtaganden för att förhindra kurdisk terrorism. Den 21 januari 2023 eldade Paludan upp koranen utanför Turkiets ambassad i Stockholm. Detta orsakade ilska i Turkiet och resten av den muslimska världen där stora anti-svenska protester anordnades. Al-Azharuniversitetet i Kairo, sunnimuslimernas högsta lärosäte, uppmanade till bojkott av svenska produkter. Turkiets president Recep Tayyip Erdoğan förkunnade att han inte tänkte släppa in Sverige i NATO om landet inte respekterar Turkiet eller muslimer. Samma vecka brände Paludan upp koranen i Nørrebro i Köpenhamn. Statsminister Ulf Kristersson fördömde koranbränningarna, men sade samtidigt att "yttrandefrihet är en grundläggande del av demokratin". Utrikesminister Tobias Billström kommenterade den 28 januari att Sveriges NATO-ansökan "gjort uppehåll".
Salwan Momika bränner koranen

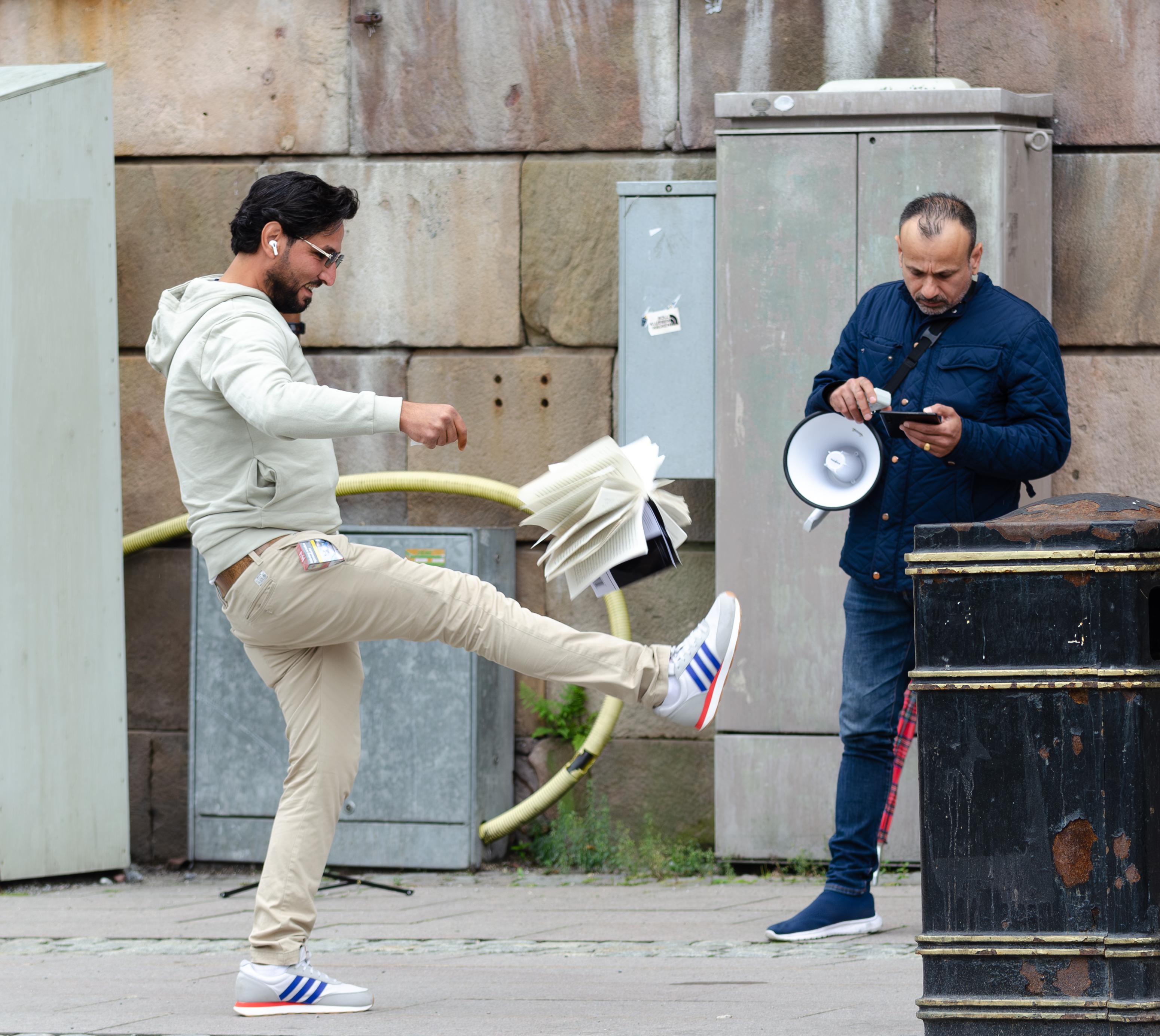
Salwan Momika sparkar på koranen innan han bränner upp den, juli 2023.

Sommaren och hösten 2023 bränner den irakiske flyktingen Salwan Momika koranen vid flera tillfällen. Återigen är upprördheten stor i den muslimska världen. Stora protester utbryter, och under dessa stormas den svenska ambassaden i Irak som även sätts i brand.  Flera muslimska länder kallar upp Sveriges ambassadör, och i Irak utvisas densamma. I ett gemensamt uttalande fördömer den muslimska samarbetsorganisationen OIC koranbränningarna, och uppmanar Sverige och Danmark att göra mer för att stoppa dem. FN:s råd för mänskliga rättigheter röstade för en resolution där länder uppmanades att "se över sina lagar" och fylla igen de hål som förhindrar rättsliga följder för förespråkare av religiöst hat. Västländerna, som är i minoritet i rådet, motsatte sig resolutionen då de ansåg att den inskränkte på yttrandefriheten.
Med hänvisning till våldsbejakande islamism höjde Säkerhetspolisen terrorhotnivån till "högt hot", fyra på en femgradig skala. Säkerhetspolischef Charlotte von Essen sade att Sverige nu var ett "prioriterat mål" för dessa aktörer.
Lagändringar
Under hösten 2023 ändrades tonen från regeringarna i Sverige och Danmark. 25 augusti lade den danska regeringen ett förslag om att förbjuda brännandet av Koranen, Bibeln, och Torahn. Förslaget röstades igenom av folketinget den 7 december samma år. Ulf Kristersson sade att denna väg inte var aktuell för Sverige. Istället påbörjades en utredning av ordningslagen, vilket skulle göra det möjligt för poliser att neka demonstrationstillstånd med hänvisning till Sveriges säkerhet.

## Efterspel
I Sverige har flera personer dömts för våldsbrott i samband med de upplopp som uppstod under koranbränningarna. Hittills har 47 personer dömts, enligt SVT huvudsakligen för grovt sabotage mot blåljusverksamhet, vilket har gett mellan fyra och sex års fängelse. Kammaråklagare Henrik Nordquist begärde att flera stora svenska mediehus skulle lämna ut kopior "av allt filmat och fotograferat material” från upploppen, men fick avslag i tingsrätten. Domen har överklagats. 
I oktober 2023 beslöt migrationsverket att inte förlänga Momikas uppehållstillstånd, samtidigt som man drog in hans flyktingstatus med hänvisning till att han lämnat oriktiga uppgifter om sitt skyddsbehov. Beslutet innebar att Momika skulle utvisas ur Sverige, men i praktiken kunde inte detta ske då migrationsverket menade att Momika "riskerar tortyr" i Irak. Således fick Momika ett tidsbegränsat uppehållstillstånd fram till 16 april 2024. Migrationsdomstolen bekräftade beslutet, men Momika har meddelat att han tänker överklaga domen.